# 比良站 (愛知縣)
比良站（日语：／ Hira eki */?）是一個位於愛知縣名古屋市西區比良三丁目，屬於東海交通事業城北線的鐵路車站。

## 車站構造
對向式月台2面2線的高架車站。無人站。

### 月台配置
| 月台 | 路線     | 方向 | 目的地     |
| ---- | -------- | ---- | ---------- |
| 1    | 〓城北線 | 下行 | 勝川方向   |
| 2    | 〓城北線 | 上行 | 枇杷島方向 |

## 相鄰車站
東海交通事業
城北線
味美－比良－小田井